# Donald Allan
Donald John Allan (født 24. september 1949 i Melbourne) er en forhenværende cykelrytter fra Australien. I 1972 deltog han ved de olympiske lege i landevejscykling, men det var på banen han havde mest succes.
Allan har kørt 107 seksdagesløb og vandt de 17. Med sin makker Danny Clark vandt han 15 løb, 15 andenpladser, 11 tredjepladser og 12 fjerdepladser i 71 starter. Ved Københavns seksdagesløb blev det til sejr i 1978, og andenpladsen de efterfølgende to år.